# Fuzja aneutronowa
Fuzja aneutronowa – jakakolwiek forma kontrolowanej syntezy termojądrowej, w której nie więcej niż 1% całkowitej uwolnionej energii jest unoszone przez neutrony.
Ponieważ najłatwiejsza do wywołania synteza deuter-tryt (DT) uwalnia aż do 80% energii w postaci promieniowania neutronowego, jej stosowanie wymaga silnego ekranowania, zdalnego manipulowania i zapewnienia wymogów bezpieczeństwa. Udana aneutronowa synteza jądrowa znacznie ograniczyłaby te problemy. Energia unoszona przez naładowane cząstki mogłaby także być łatwiejsza do przetworzenia na prąd elektryczny. Wszystkie znane typy aneutronowej fuzji wymagają jednak znacznie bardziej ekstremalnych warunków (temperatury i ciśnienia) od wymaganych przez syntezę DT. Prowadzone są prace nad uzyskaniem aneutronowej fuzji przy wykorzystaniu metody polywell. Jednym z urządzeń mogącym wywołać w kontrolowany sposób warunki niezbędne do zajścia takiej fuzji jest Maszyna Z (Z machine) w Sandia National Laboratories.

## Kandydujące reakcje aneutronowe

Reakcje zachodzące w cyklu protonowym w gwieździe

Jest szereg reakcji syntezy które nie posiadają neutronów jako produktów w żadnej z ich odgałęzień. Te z największym przekrojem czynnym to:
| D   | + | 3He | → |   | 4He | (3.6 MeV)  | + |   | p   | (14.7 MeV)  |
| D   | + | 6Li | → | 2 | 4He | + 22.4 MeV |   |   |     |             |
| p   | + | 6Li | → |   | 4He | (1.7 MeV)  | + |   | 3He | (2.3 MeV)   |
| 3He | + | 6Li | → | 2 | 4He |            | + |   | p   | + 16.9 MeV  |
| 3He | + | 3He | → |   | 4He |            | + | 2 | p   | +12.86 MeV? |
| p   | + | 7Li | → | 2 | 4He | + 17.2 MeV |   |   |     |             |
| p   | + | 11B | → | 3 | 4He | + 8.7 MeV  |   |   |     |             |